# Enric Massó
Enric Massó i Urgellès (Barcelona, 1914 - 1986) fue un escritor español.
Nacido en Barcelona en 1914, de padres originarios de la villa de Riudoms. Durante los años veinte, colaboró en la edición de revistas en catalán, con el poeta y editor Janés i Olivé y Andreu Roselló Pàmies, director del Correo Catalán.
Massó, que militó en el Partido Nacionalista Catalán, fue oficial del ejército de la República y se vio obligado a exiliarse después de la Guerra Civil. Devolvió, de forma clandestina, en Cataluña y fue encarcelado durante más de tres años.
Después de la guerra, empezó a trabajar como periodista y autor de teatro. Como narrador realista, tuvo una producción no demasiado abundante, pero, continuada en el tiempo. Su primer libro, Els dos miralls (Los dos espejos) se publicó en 1956. El 1960 ganó el premio Sant Jordi de novela en su primera convocatoria por la novela Viure no és fàcil (Vivir no es fácil). El galardón no estuvo exento de polémica, puesto que aquel mismo año se  había presentado La plaza del Diamante de Mercè Rodoreda. Durante años, no publicó nada más y parte de su producción solo ha visto la luz una vez muerto el autor.
Entre 1975 y 1985, publicó diversos artículos periodísticos en periódicos de la época (Destino, El Correo Catalán, El Pont, Avui, Serra d'Or, Canigó i La Humanitat, d'ERC, partido donde militó) que fueron reunidos el 2004, por Edicions Joica en el volumen Viscut de prop. Recull d'articles periodístics.

## Obras
- 1956 Els dos miralls
- 1961 Viure no és fàcil
- 1976 Mort de guerra
- 1989 Una casa de veïns
- 1996 La muntanya
- 1998 Sabres sota el sol
- 2003 Un affaire d'honor
- 2004 Griselda

## Premios[7]
- 1959ː Premio Narcís Oller en els Jocs Florals de París
- 1960ː Sant Jordi por Viure no és fàcil
- 1976ː Premio de prosa dels Jocs Florals de Barcelona[8]
- 1978ː Premio Puig i Ferrater por Mort de guerra